# بريومية
البريوية  او الصرخبيات (الاسم العلمي: Bryaceae) هي فصيلة من النباتات تتبع رتبة البريويات من طائفة الحزازيات الحقيقية.

## أجناس
- البريوم